# Martín Doello Jurado
Martín Doello Jurado (Gualeguaychú, 4 de julio de 1884-Buenos Aires, 9 de octubre de 1948) fue un biólogo, paleontólogo y oceanógrafo argentino.

## Biografía
Nacido en la provincia de Entre Ríos, realizó su escuela media en el primer colegio laico en la Argentina, el Colegio Nacional de Concepción del Uruguay. Fue director del Museo Argentino de Ciencias Naturales, profesor de la Universidad de Buenos Aires y uno de los fundadores de la Asociación Aves Argentinas y de la Asociación Argentina de Ciencias Naturales.
En 1914 Doello Jurado inició una investigación sobre invertebrados en la plataforma marina argentina que tendría como resultado la creación de la sección de Moluscos e Invertebrados del Museo Argentino de Ciencias Naturales en la Ciudad de Buenos Aires.

Después de realizar campañas hidrobiológicas y paleontológicas por la Patagonia, incluyendo Comodoro Rivadavia en 1917, Puerto Belgrano en 1920 y Tierra del Fuego en 1921 (donde fue jefe de la primera misión científica de la Facultad de Ciencias Exactas, Físicas y Naturales de la Universidad de Buenos Aires), dio a conocer la existencia en los mares argentinos de organismos que se creían extintos y presentó los primeros informes de representantes de la fauna magallánica en zonas profundas frente a Mar del Plata. También señaló ciertas nociones oceanográficas que más tarde serían anunciadas en teorías que hoy en día establecen conceptos y fundamentos de la hidrología.

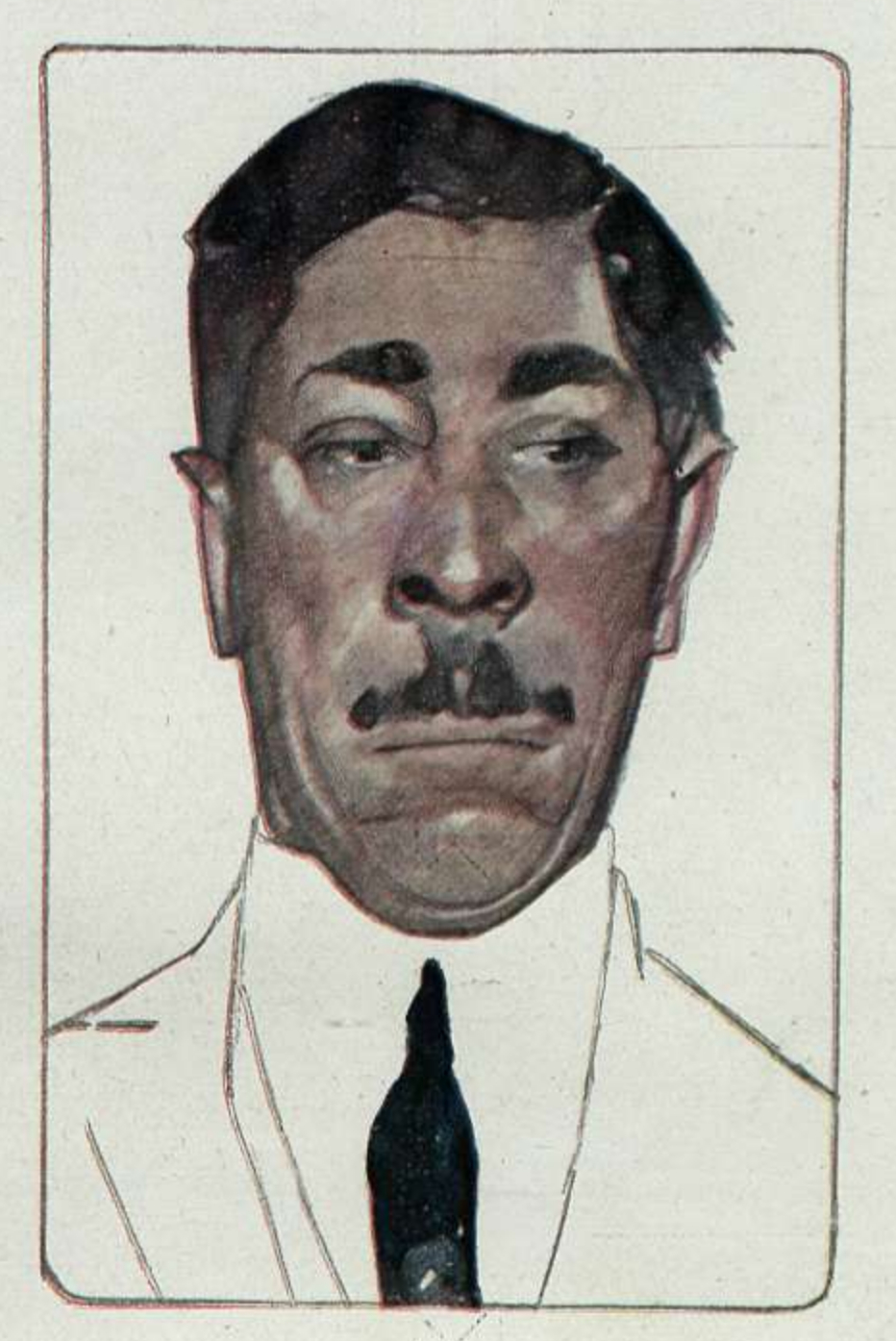
Caricaturizado en Caras y Caretas (1924)

En 1922 inició las primeras campañas de oceanografía biológica que se realizaron en la Argentina.
En 1923 asumió el cargo de director del Museo de Ciencias Naturales, que al mismo tiempo cambiaba su nombre por Museo Nacional de Historia Natural Bernardino Rivadavia. Fue durante su gestión que el museo se mudó al actual lugar de Parque Centenario, en la Ciudad de Buenos Aires. Doello Jurado también impulsó la creación de la Asociación Amigos del Museo.
Al mismo tiempo siguió trabajando en zoología experimental, entomología, ornitología y en la lucha contra la langosta, plaga de aquel tiempo que azotaba la agricultura argentina. También creó la primera estación de Biología Marina de la Argentina en Quequén (provincia de Buenos Aires), denominada Estación Hidrobiológica de Puerto Quequén. Estuvo en la fundación de la Sociedad Argentina de Ciencias Naturales y de la Sociedad Ornitológica del Plata, además de integrar otras academias científicas del país.
Después de veintitrés años en su cargo, se retiró de la dirección del museo en 1946.
A lo largo de su vida publicó varios artículos de divulgación científica en revistas y periódicos argentinos.

## Publicaciones
- 1943. Algo más sobre protección a la naturaleza. Physis 19(53): 402-407
- 1940. Presencia de moluscos marinos en los yacimientos arqueológicos de Santiago del Estero. 24 p.
- 1939. San Martín agricultor. Edición reimpresa de Museo Argentino de Ciencias Naturales, 7 p.
- 1939. Le Megatherium. La mort individuelle et "la mort phylétique". La Presse Médicale 42, 2 p. París
- 1938. Los problemas biológicos del mar Argentino. An. del Instituto Popular de Conferencias 24: 3-23
- 1937. Some Mollusks Utilized by the Ancient Indians of Argentina... 16 pp.
- 1933. Notas sobre la fauna marina argentina. Revista Geográfica Americana 2: 3-15
- 1927. Noticia preliminar sobre los moluscos fósiles de agua dulce, mencionados en el estudio de R. Wichmann: “Sobre la facies lacustre senoniana de los estratos con dinosaurios y su fauna”. Editor Coni, 22 p.
- 1925. Memoria anual de 1924: precedida de la conmemoración del primer centenario de la fundación del Museo y del decreto orgánico del mismo, complementada con 44 láminas ilustrativas. Editor Imprenta y C. editora 'Coni', 118 p.
- 1923. Los proyectos de Parques Naturales en la región del Plata: Iniciativas para su realización. Editor Soc. Argentina de Ciencias Naturales, 25 p.
- 1915. Nota sobre dos "Mycetopoda" del Río de la Plata. Physis 1(8): 585-591
- 1915. Algunos moluscos marinos terciarios procedentes de un pozo surgente de La Plata. Physis 1(8): 592-598
- 1913. Conveniencia de establecer un parque natural en los alrededores de Buenos Aires. Physis 1(4): 200-206
- 1912. Campaña contra la langosta en la región permanente. Physis 1(2): 92-95
- 1912. Apuntes entomológicos; nidificación y hábitos de una abeja silvestre, la Entchenia. Physis 1(1): 52-56
- 1908. Essai d'une division biologique des vertébrés. 31 p.

## Honores
Académico de
- Academia Nacional de Ciencias Exactas, Físicas y Naturales de Buenos Aires
- Academia Nacional de Ciencias de Córdoba

### Toponimia
- Ciudad de Gualeguaychú: Ordenanza N.º 6.083/64: calle Martín Doello Jurado, del parque Unzué que bordea el club Neptunia y el Recreo Los Sauces[4]